# Рутенски език
Рутенският език, известен също като старобеларуски, староукраински или западноруски, е бил източнославянски език с историческо значение. Той се е говорил след 1569 г. в източните славянски територии на Полско-литовската държава.
Произхождащ от староруски език, рутенският е прародителят на съвременния беларуски език. Понякога дори е наричан „западноруски“ (на руски: западнорусский язык). Тъй като рутенският още е наричан често проста(я) мова (буквално „прост език“).

## Раздалечаване между книжовните старобеларуски и староруски
Когато североизточната част на Европа постепенно се освободила от татарското влияние, се появили четирима принцове, които приели титлата велик княз. Двама от тях започнали да събират източнославянските територии: единят в Москва, другият във Вилнюс. В резултат на тези дейности се появили две предимно източнославянски държави, Великото московско княжество (на руски Великое Княжество Московское), което накрая се разгърнало в Руската Империя, и Великото литовско княжество (на старокнижовен литовски Didi Kunigiste Letuvos, на беларуски Вялікае Княства Літоўскае, на украински Велике князівство Литовське), което заемало грубо казано земите на съвременен Беларус, Украйна и Литва, а по-късно се съединило с Полша, за да образува Полско-литовската държава. От езикова гледна точка двете държави продължили да използват местните разновидности на книжовния език на Киевска Рус, но заради огромното влияние на полския на запад и на църковнославянския на изток те постепенно израснали в два различни книжовни езика: рутенски в Литва и Жечпосполита и (старо)руски в Московското княжество. И двата са се наричали Руский Ruskij или Словенский (Славявнски), само когато е имало нужда от разграничаване между книжовния език на Московската държава и този на Литва, първият се е наричал Московский „Руски“ (и рядко вторият Литвинский „Литовски“).
Раздалечаването между двата езика се потвърждава от нуждата от преводачи през седемнадесети век по време на Переяславските преговори, между Богдан Хмелницки, владетел на Запорожката войска, и руската държава.

### Продължително полско влияние
След сключването на Люблинския съюз, южните територии на Великото литовско княжество (грубо днешна Украйна) попаднали под директното управление на полската корона, докато северните (грубо Беларус и Литва) запазили известна автономия. Това породило също така разлики, засягащи положението на старобеларуския като официален език и интензивността на полското влияние върху него. Обаче в двете части на княжеството, населявани от източни славяни, старобеларуският си останал лингва франка, но и в двете той все повече и повече бил изместван от полския в областта на литературата, религиозната полемика и официалните документи.

### Нови национални езици
С настъпването на романтизма през началото на деветнадесети век на бял свят се появили литературният беларуски и литературният украински, и двата произлезли от говоримите народни диалекти и двата малко повлияни от литературния рутенски. Междувременно руският съхранил известна част от църковнославянската лексика, така че в днешни дни най-поразителните лексикални различия между руския от една страна и беларуския и украинския от друга са много по-големият дял на думи от църковнославянски произход в първия и на такива от полски в другите два.
Отцепването на дъщерните езици от книжовния старобеларуския може веднага да бъде доказано чрез новосъставените беларуски и украински правопис.
Скъсването с литературната традиция е било особено драстично в беларуския. В Жечпосполита полския съвсем бил изместил рутенския в областта на администрацията и литературата. Освен това през продължилата тринайсет години война с Руското царство (1654 – 1667) около 50% от беларуското население (или рутенците от Великото литовско княжество) било избито и страната била опустошена. Градовете и цялата образователна система били унищожени. След това беларуският се запазил само като говорим селски език без почти никаква писменост чак до средата на деветнайсети век.
За разлика от беларусите и източните украинци западните украинци, които се случили да живеят в Австро-Унгария, запазили не само названието рутенски, но и много повече от църковнославянските и полските елементи в рутенския. Те понякога са наричани с тяхното родно име, русини.
Така до 1800 литературният рутенски език се бил развил в три съвременни книжовни езика. За повече сведения по тяхното по-нататъшно развитие вижте беларуски език, русински език и украински език.